# Agrilus auristernum
Agrilus auristernum (лат.) — вид узкотелых жуков-златок.

## Распространение
Китай.

## Описание
Длина тела взрослых насекомых (имаго) от 13 до 15 мм. Отличаются голубовато-зеленоватым отблеском спинной стороны, вытянутым спереди пронотумом. Тело узкое, основная окраска со спинной стороны тёмная. Переднегрудь с воротничком. Боковой край переднеспинки цельный, гладкий. Глаза крупные, почти соприкасаются с переднеспинкой. Личинки развиваются на различных лиственных деревьях. Встречаются в июле. Валидный статус был подтверждён в ходе ревизии, проведённой в 2011 году канадскими колеоптерологами Эдвардом Йендеком (Eduard Jendek) и Василием Гребенниковым (Оттава, Канада).